# Panneau d'entrée ou de sortie d'agglomération en France
Les panneaux d'entrée et de sortie d'agglomération sont les deux panneaux de signalisation routière français placés le long des voies pour signaler aux conducteurs qu'ils pénètrent ou qu'ils quittent une agglomération. Ils constituent le type EB : EB10 pour le panneau d'entrée et EB20 pour le panneau de sortie.

## Limites d'agglomération
Les limites matérialisées par les panneaux de type EB sont celles à l'intérieur desquelles sont applicables les règles de conduite, de police ou d'urbanisme particulières aux agglomérations, c'est-à-dire un « espace sur lequel sont groupés des immeubles bâtis rapprochés », dont les limites sont définies par arrêté du maire.
Elles ne correspondent pas aux limites du territoire communal. On distingue la zone « en agglomération » (délimitée par les panneaux d'entrée (EB10) et de sortie (EB20) et la zone « hors agglomération ».

## Caractéristiques
Les panneaux de type EB sont tous deux de forme rectangulaire, à fond blanc, avec des inscriptions en caractères droits majuscules (L1) de couleur noire. Ils se distinguent par les éléments suivants :

### Cartouche
Les panneaux de type EB sont surmontés du cartouche correspondant à l'identification de la voie sur laquelle ils sont implantés.

### Texte du panneau

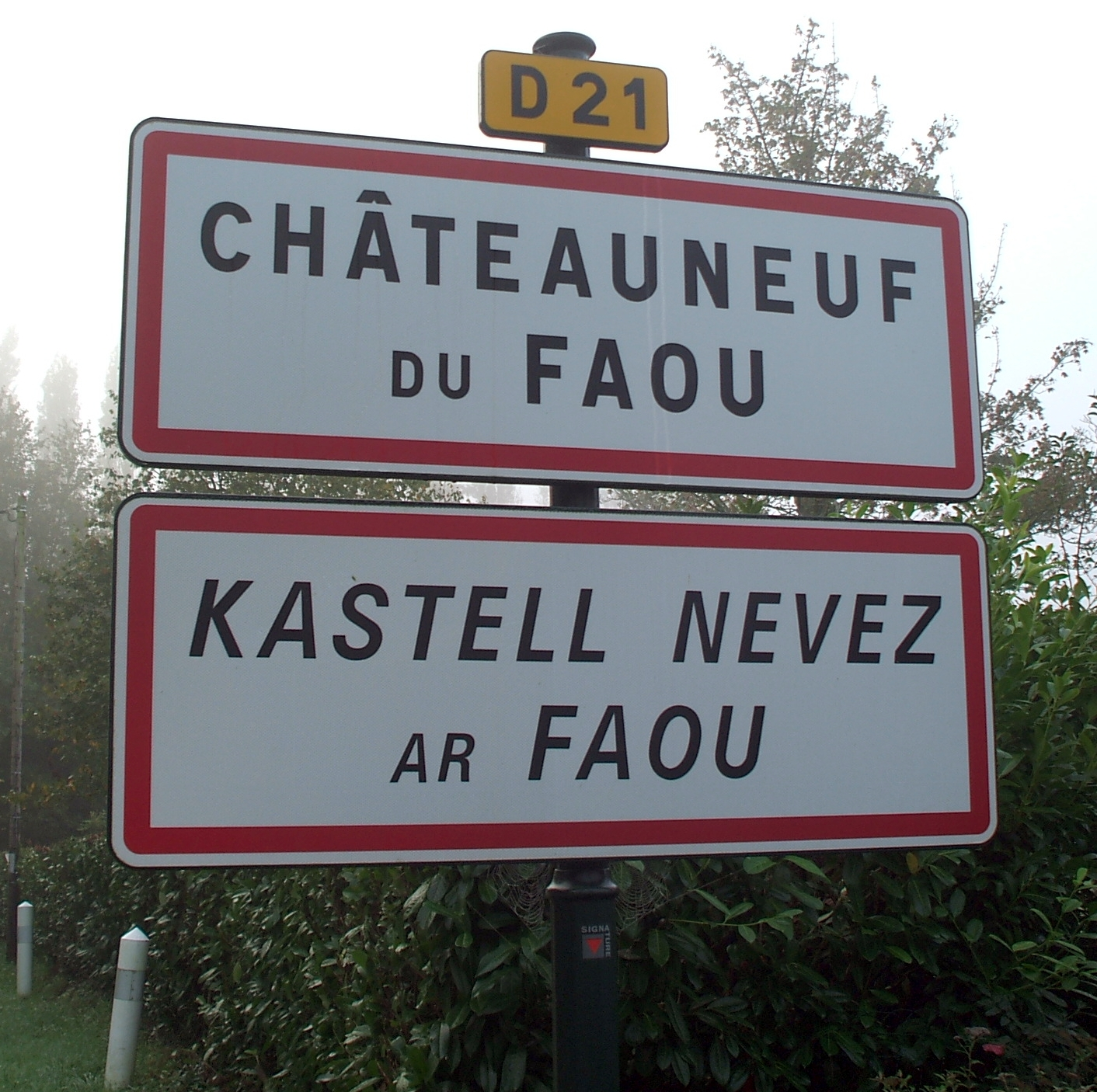
Panneau-type d'entrée d'agglomération bilingue français/breton en Bretagne. Ici le nom « Châteauneuf-du-Faou » n'utilise pas de graphie correcte puisqu'elle omet les traits d'union).

Le nom des agglomérations figurant sur les panneaux de type EB peut comporter des abréviations, mais elles ne doivent jamais être non courantes.
Il doit en outre présenter la graphie correcte des noms de communes en français. En particulier, les communes dont les noms sont composés de plusieurs termes sont liés entre eux par des traits d'union. Ces traits d'union doivent donc être inscrits au même titre que les autres caractères composant le nom. Néanmoins, cette erreur est couramment commise, contribuant à véhiculer des graphies de noms de communes erronés.[réf. nécessaire]
Dans certaines régions, le panneau en français est doublé d'un second panneau indiquant en italique le nom de l'agglomération dans la langue régionale ou minoritaire où elle est utilisée.

## Panneaux accompagnateurs
Selon l'article 5 de l’arrêté du 24 novembre 1967, seuls certains panneaux peuvent être placés sur le même support que le panneau d’entrée d’agglomération :
- le panneau de limitation de vitesse (B14) à moins de 50 km/h[réf. nécessaire] ;
- les panneaux de route prioritaire (AB6 et AB7) ;
- les panneaux indiquant le début d'une zone 30 (B30) ou d'une zone de rencontre (B52)[3] ;
- les panneaux de localisation signalant un lieu-dit (E31) ou un cours d'eau (E32).

Dans le cas où le panneau accompagnateur prescrit une limitation de vitesse (B14, B30 ou B52), cette limitation s'applique alors à toute l'agglomération.

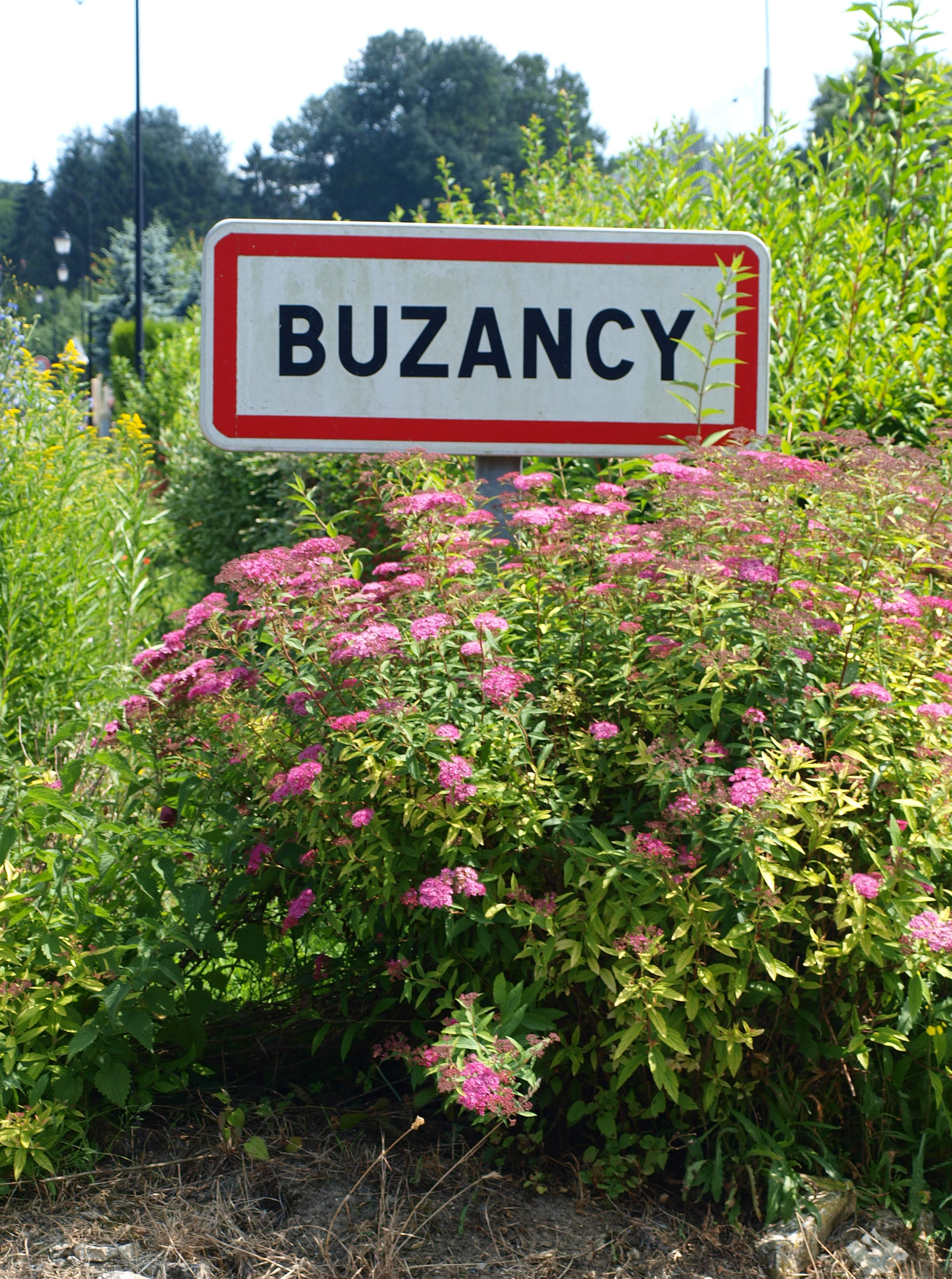
Panneau EB10 seul.
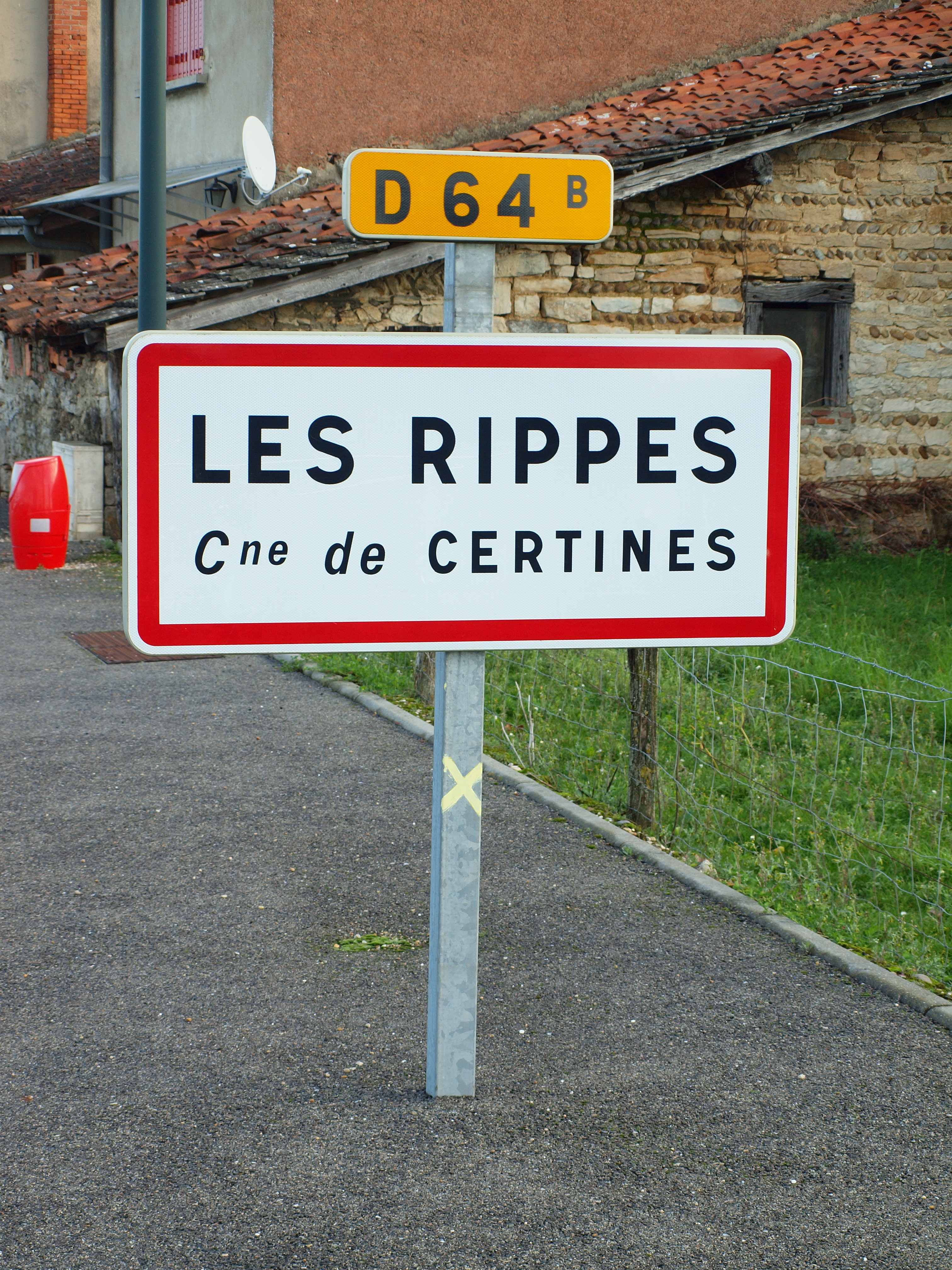
Le panneau EB10 est souvent surmonté d'un cartouche E43 indiquant le numéro de la route.
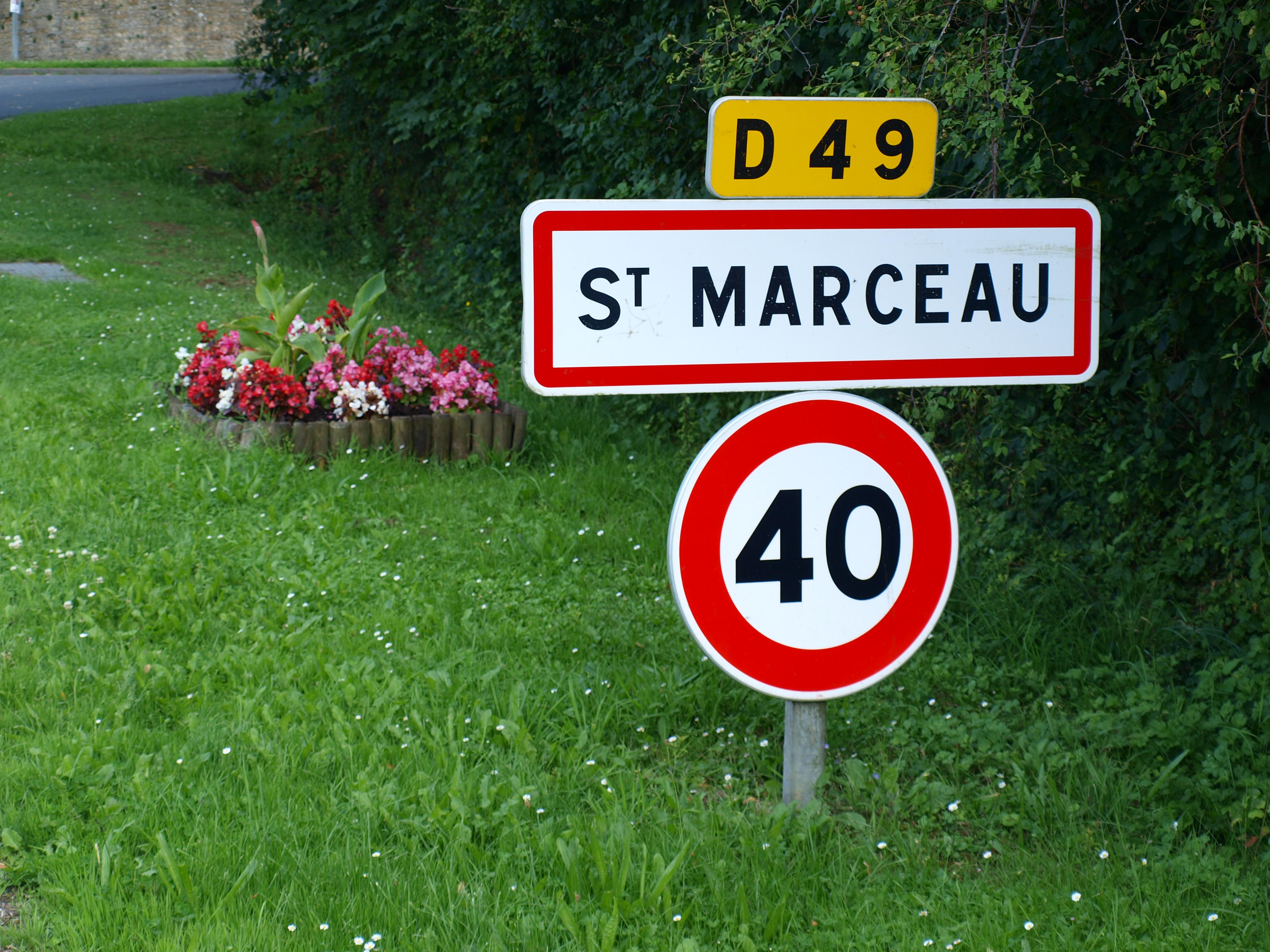
Panneau EB10 surmontant un panneau de limitation de vitesse B14 à 40 km/h.
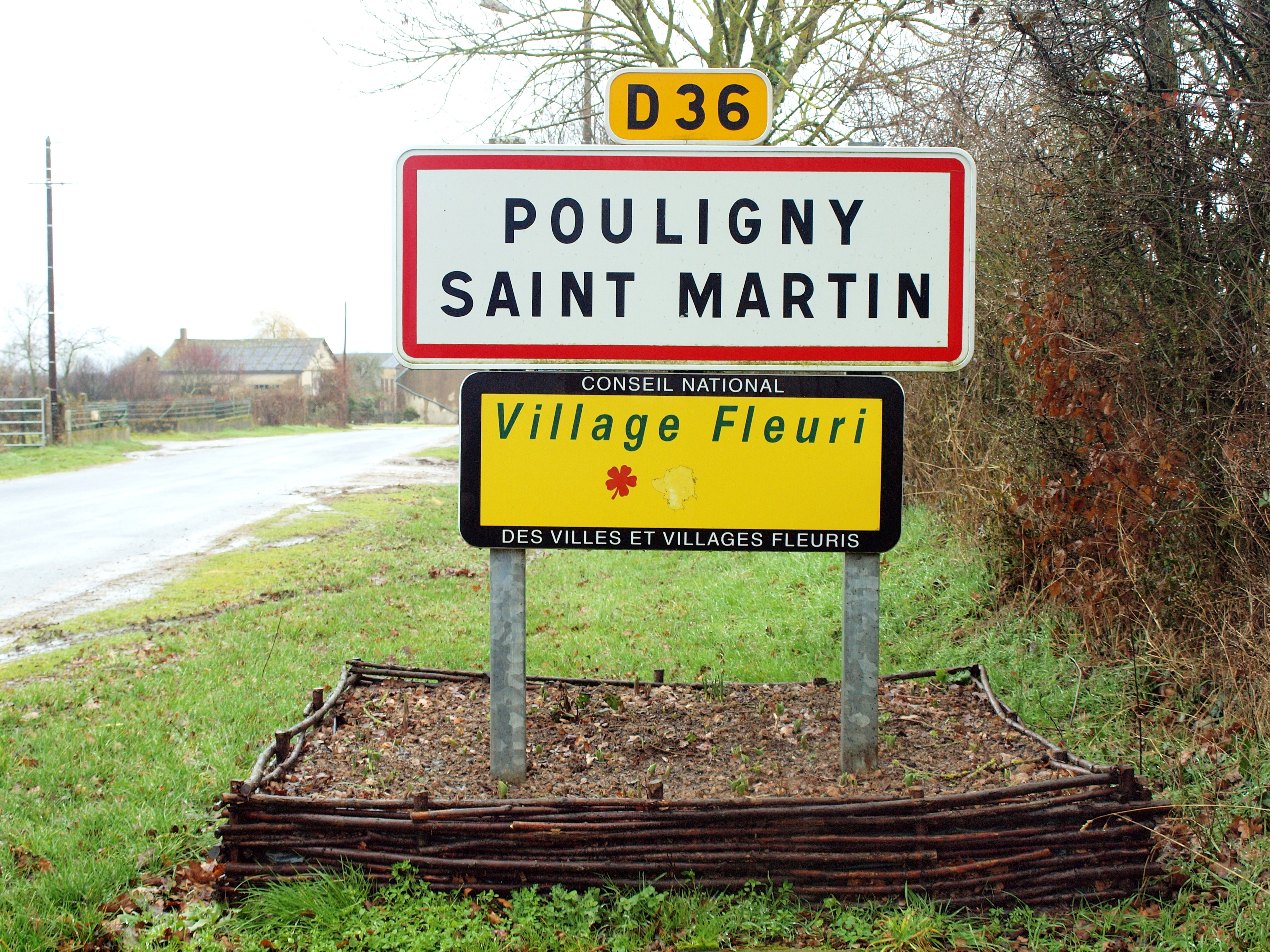
Il est commun de voir le panneau EB10 surmonter un panneau non réglementaire du concours des villes et villages fleuris.
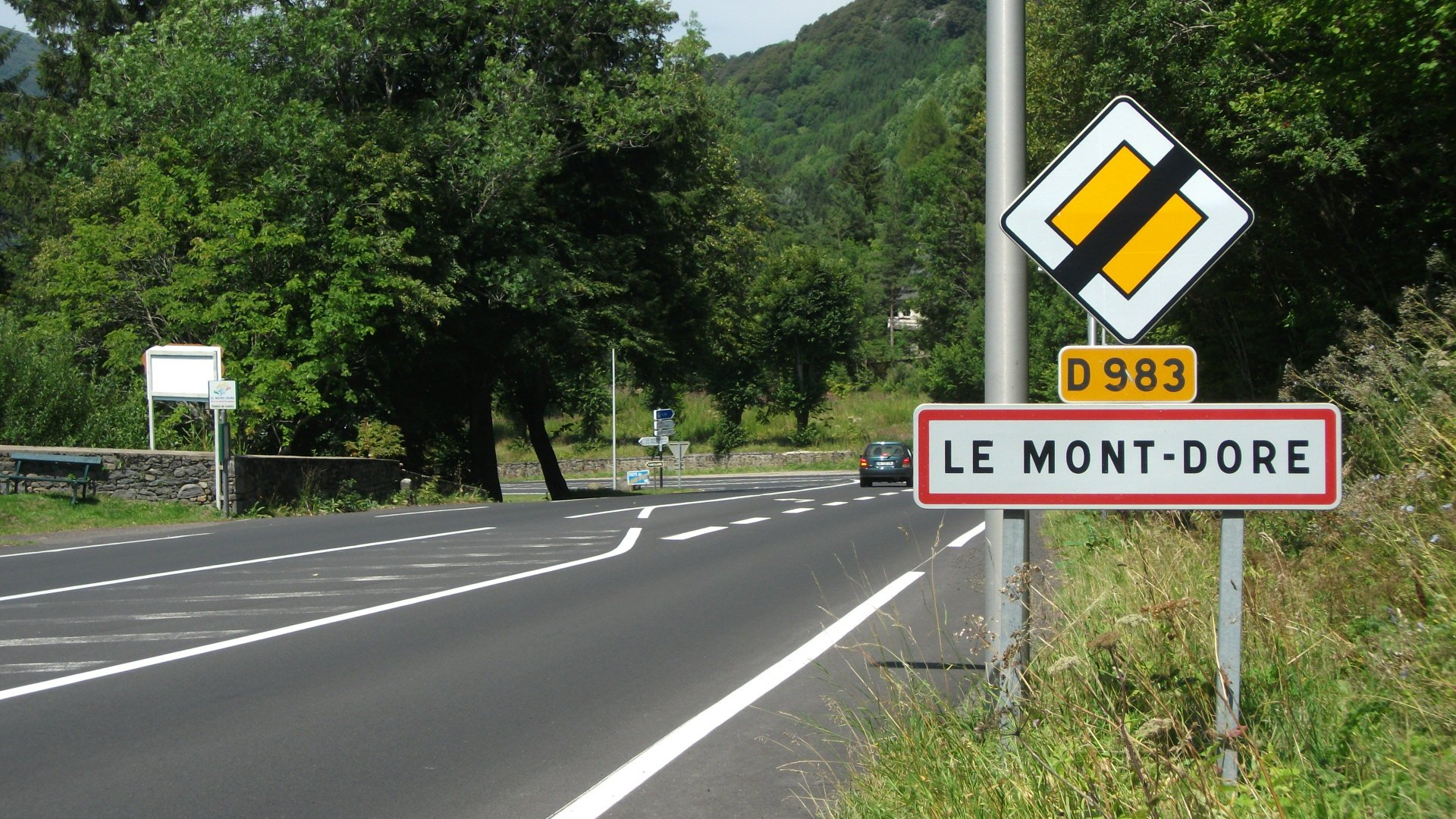
Panneau EB10 surmonté d'un cartouche et d'un panneau de fin de route prioritaire AB7.
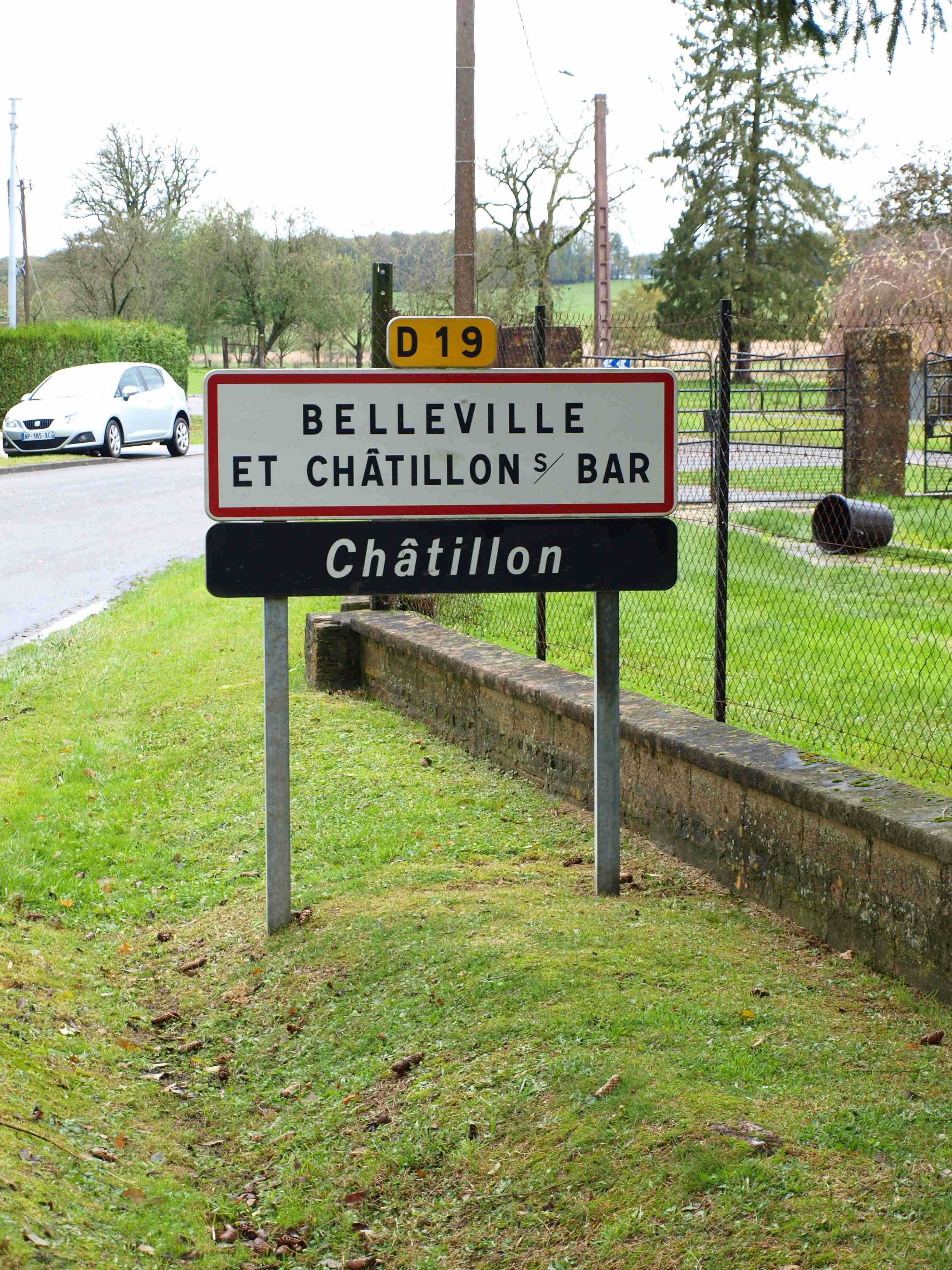
Panneau EB10 surmontant un panneau de localisation E31.
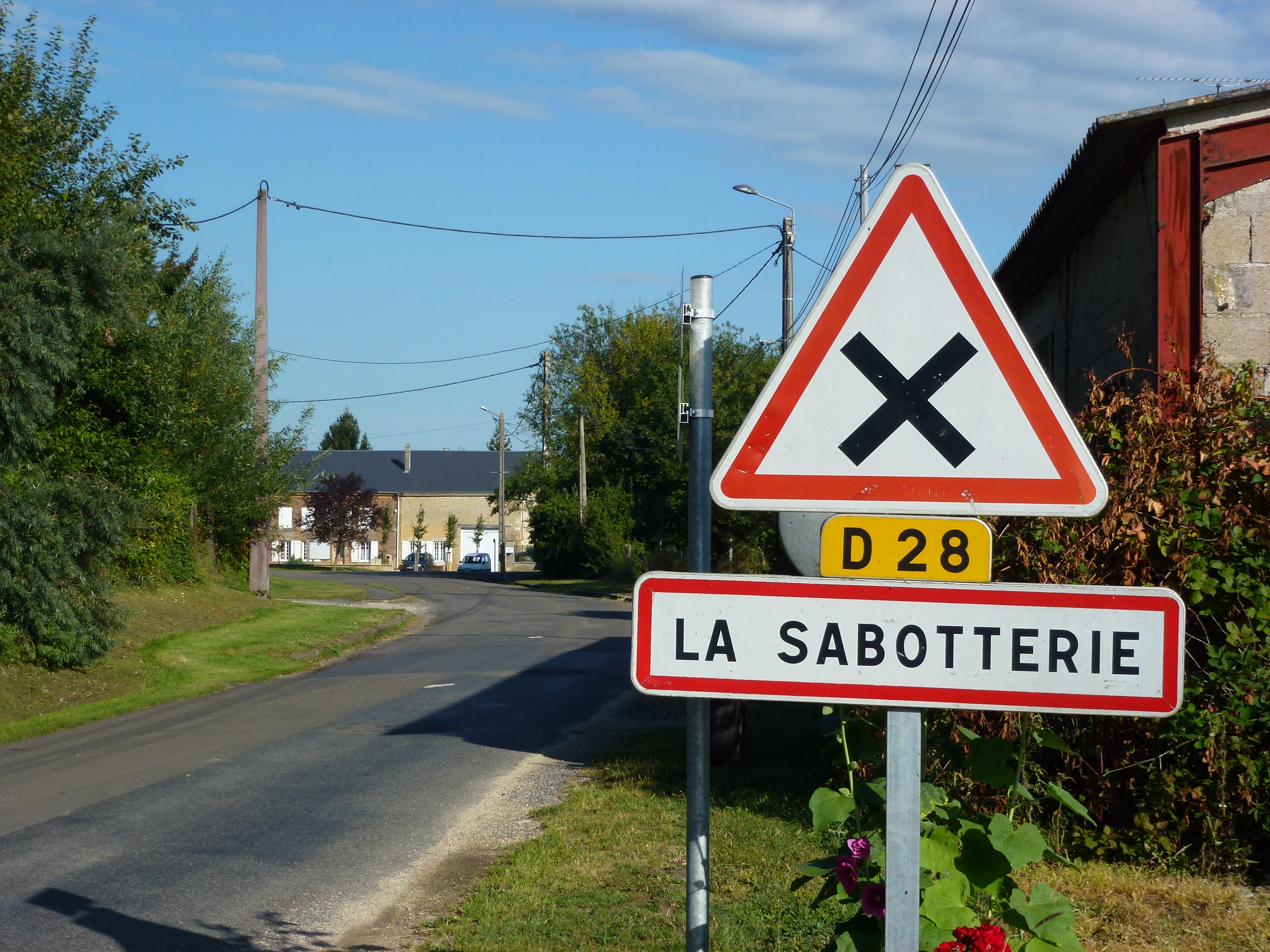
Panneau EB10 surmonté d'un panneau AB1 de priorité à droite (association interdite).
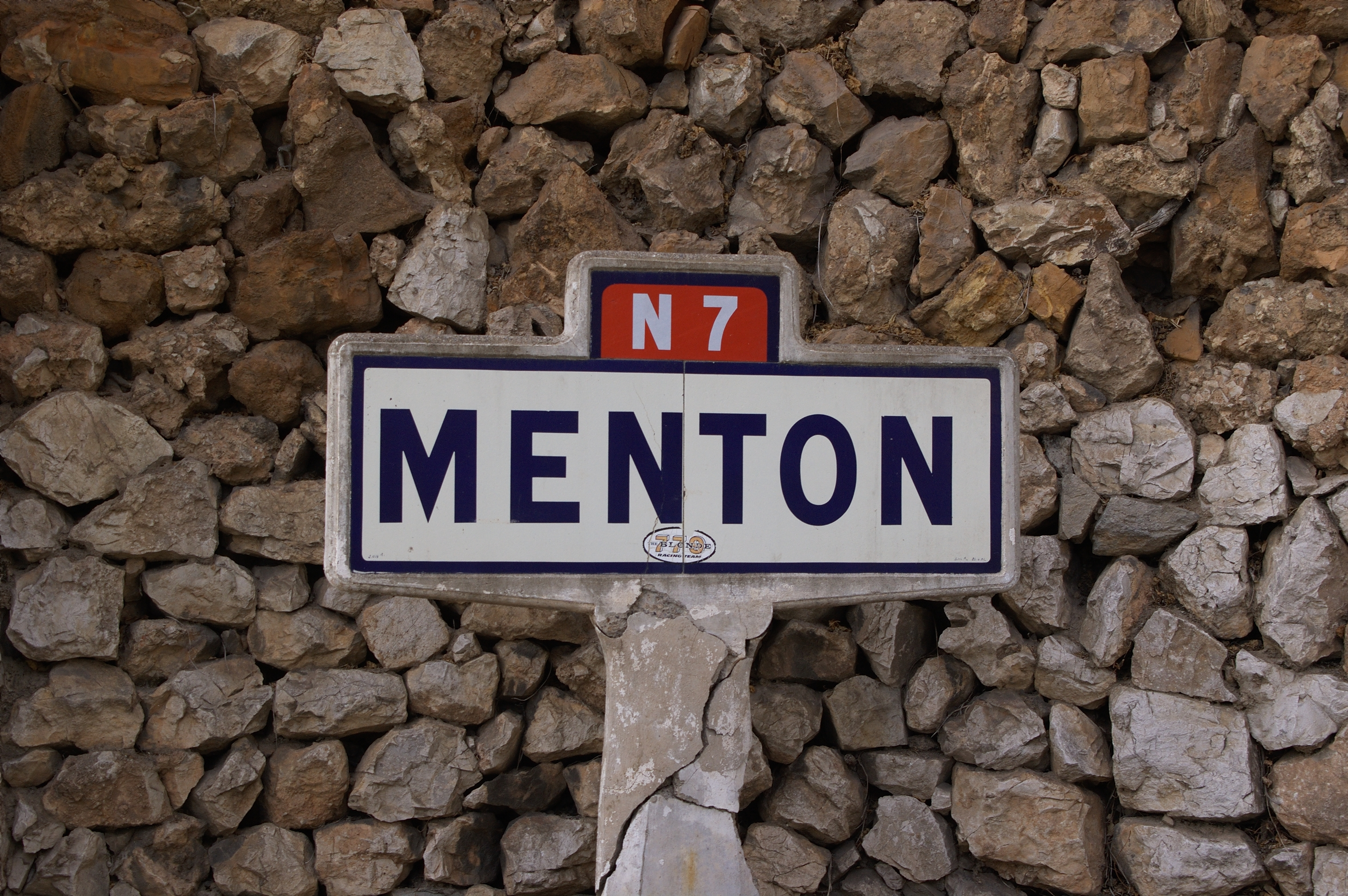
Ancien panneau d'entrée d'agglomération surmonté d'un cartouche E42.
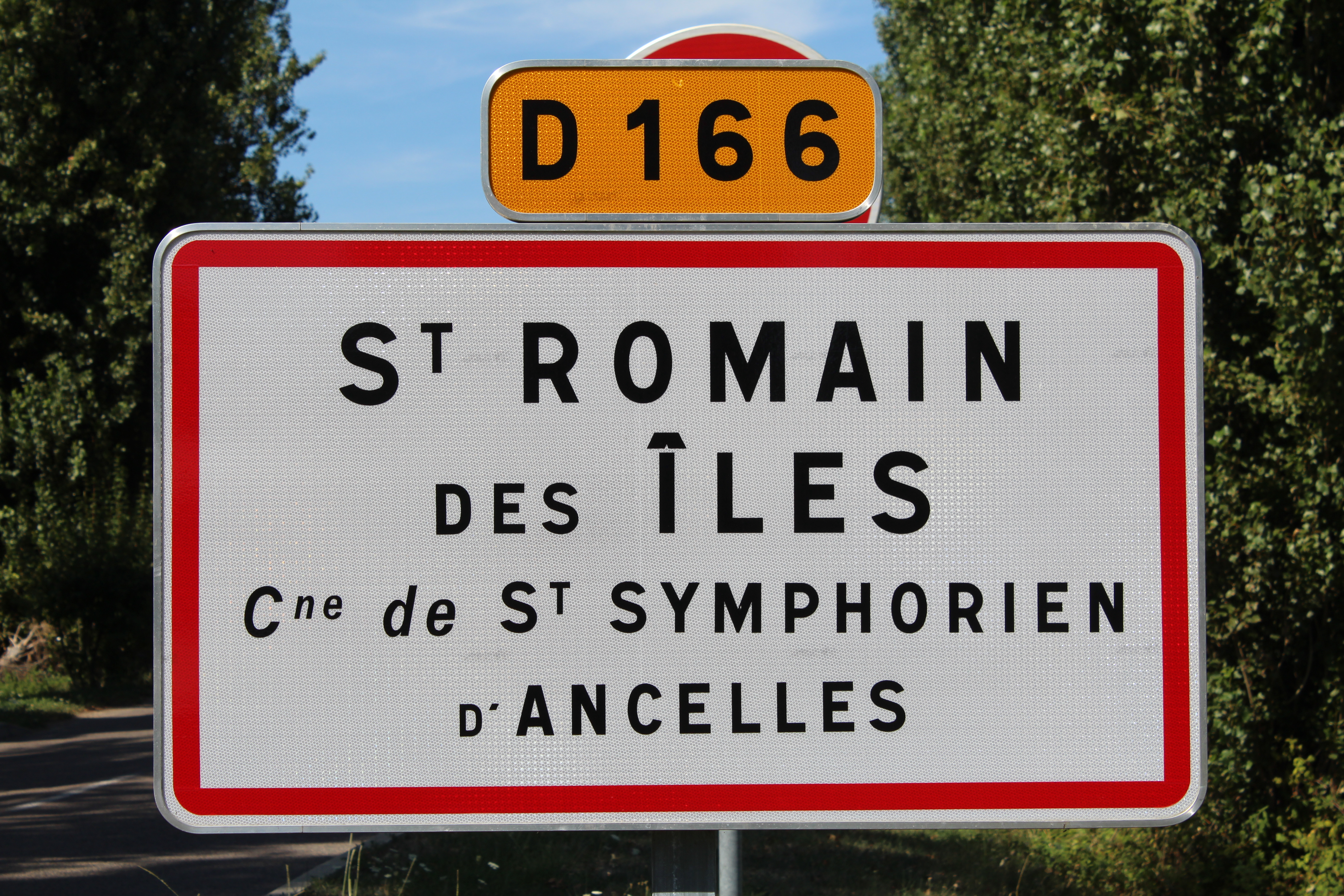
Panneau EB10 avec indication de la commune.

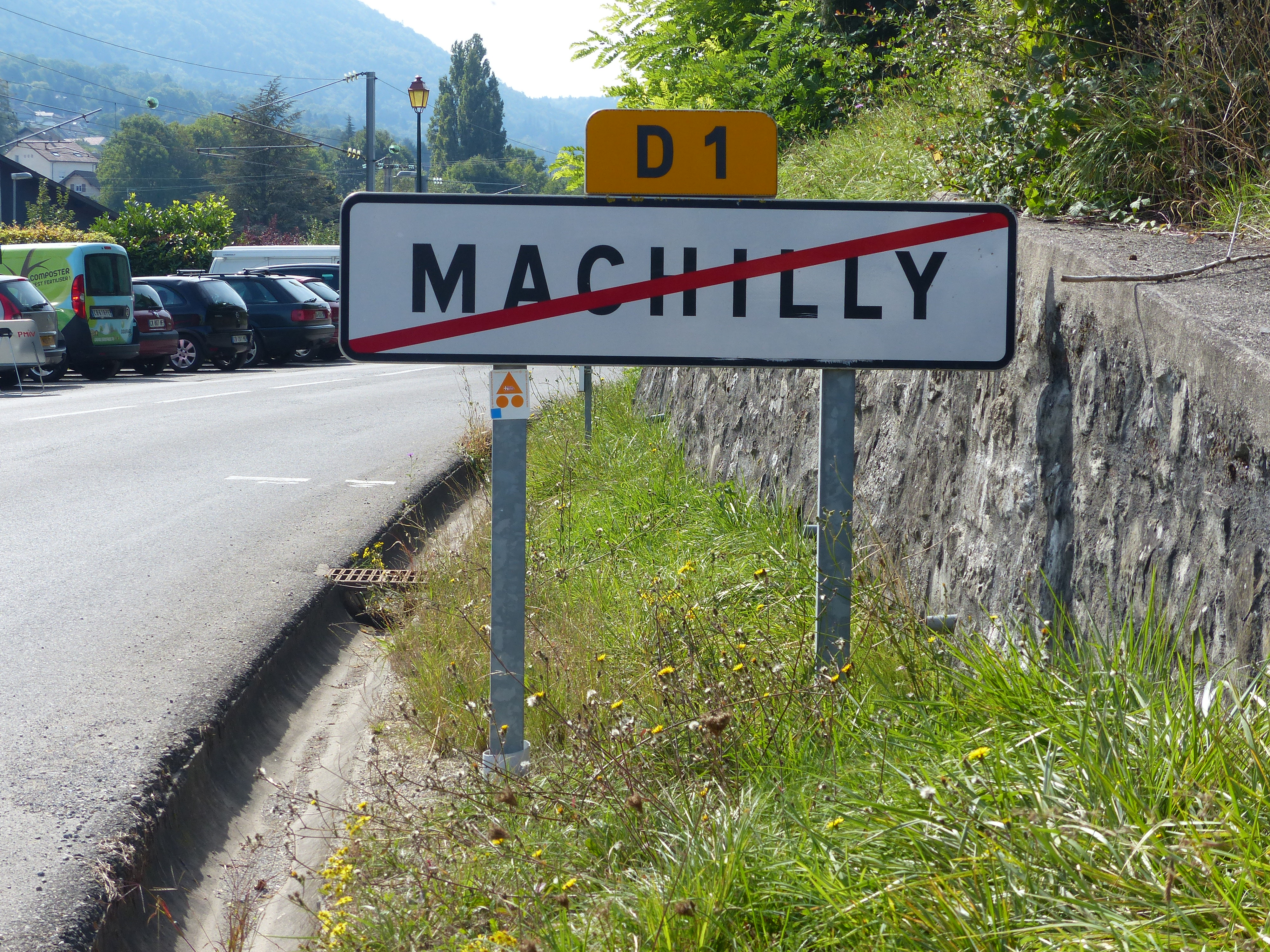
Panneau EB20 surmonté d'un cartouche E43.
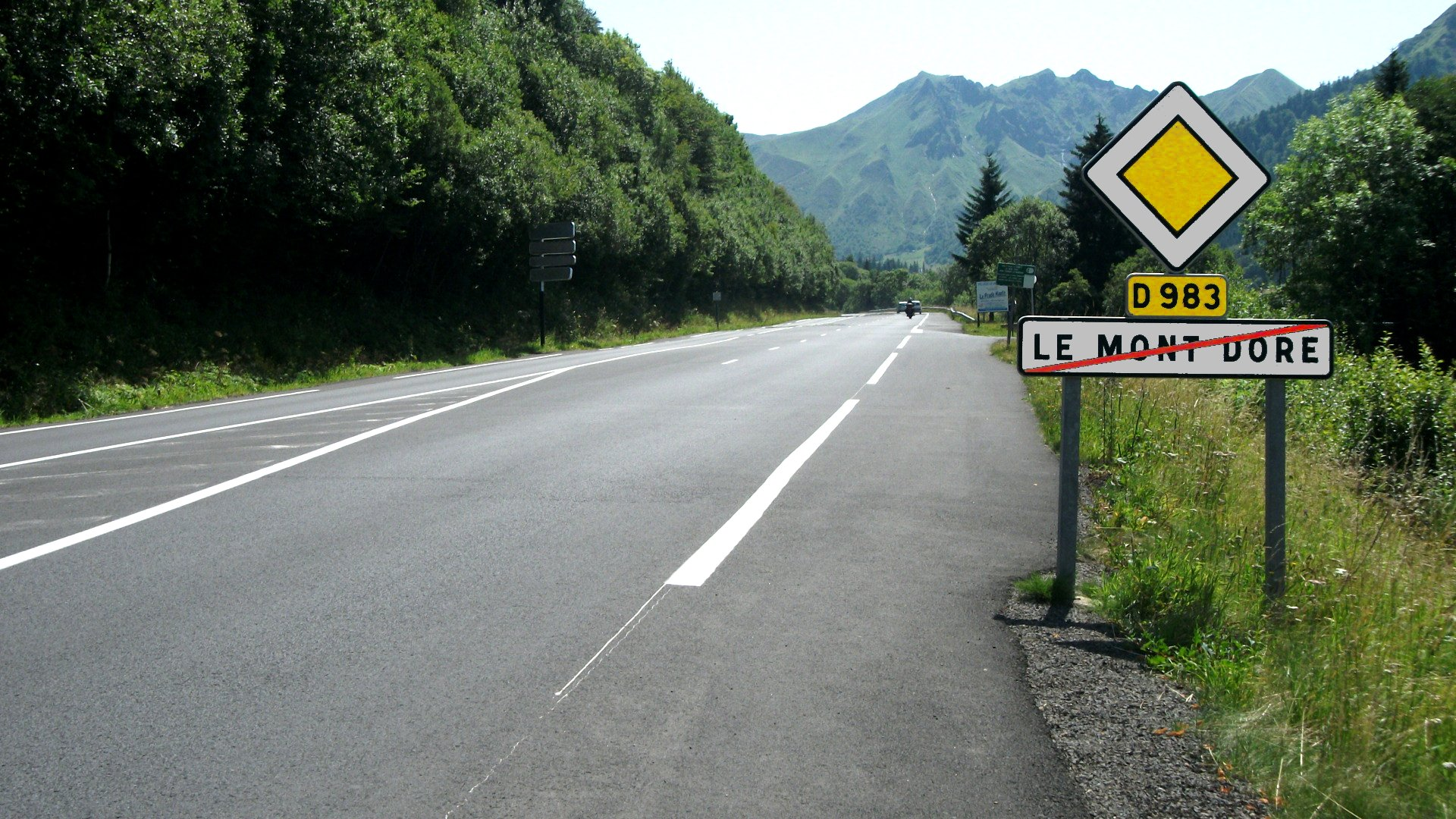
Panneau EB20 surmonté d'un panneau de route prioritaire AB6.
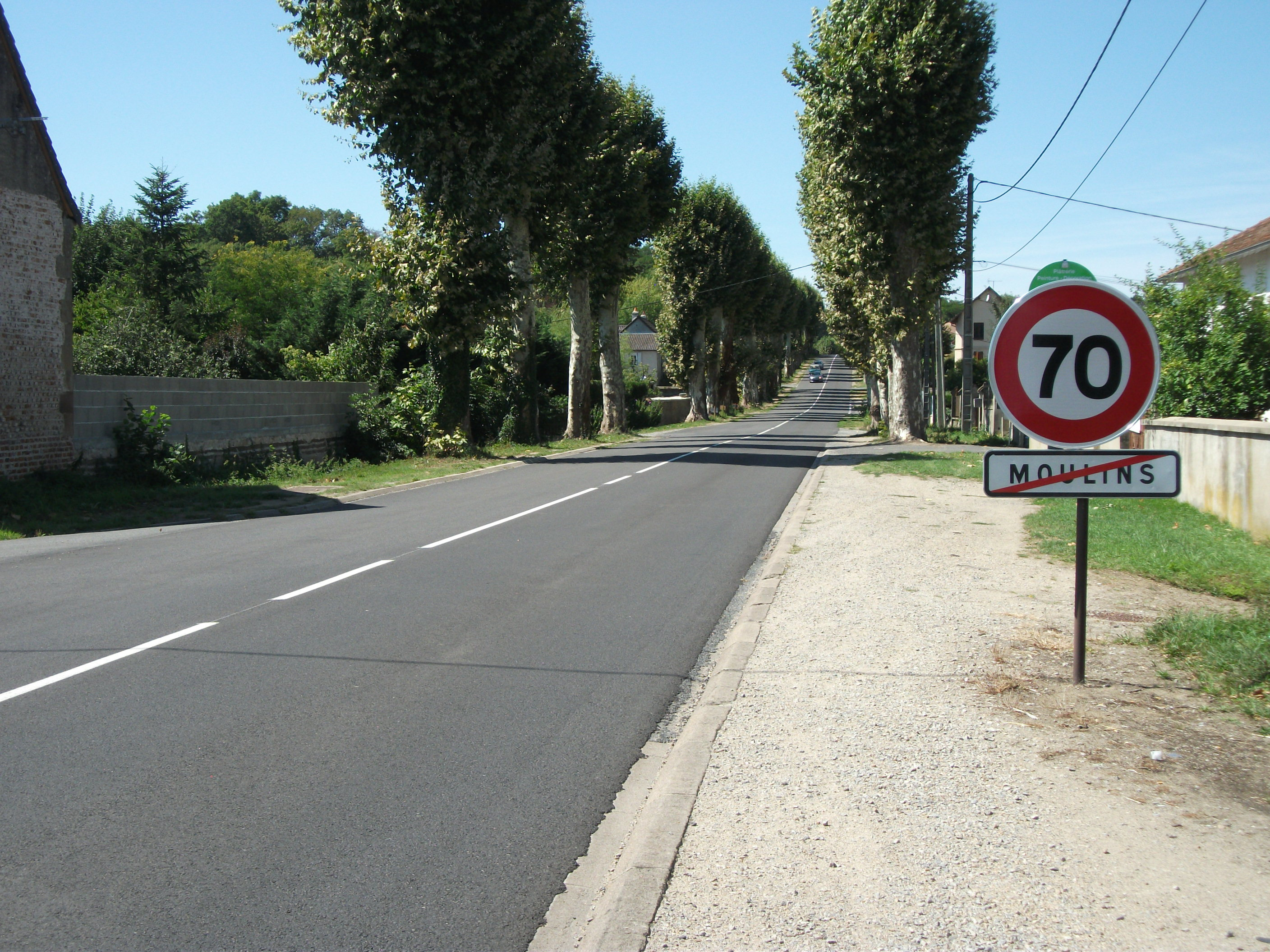
Panneau EB20 surmonté d'un panneau B14 de limitation de vitesse.
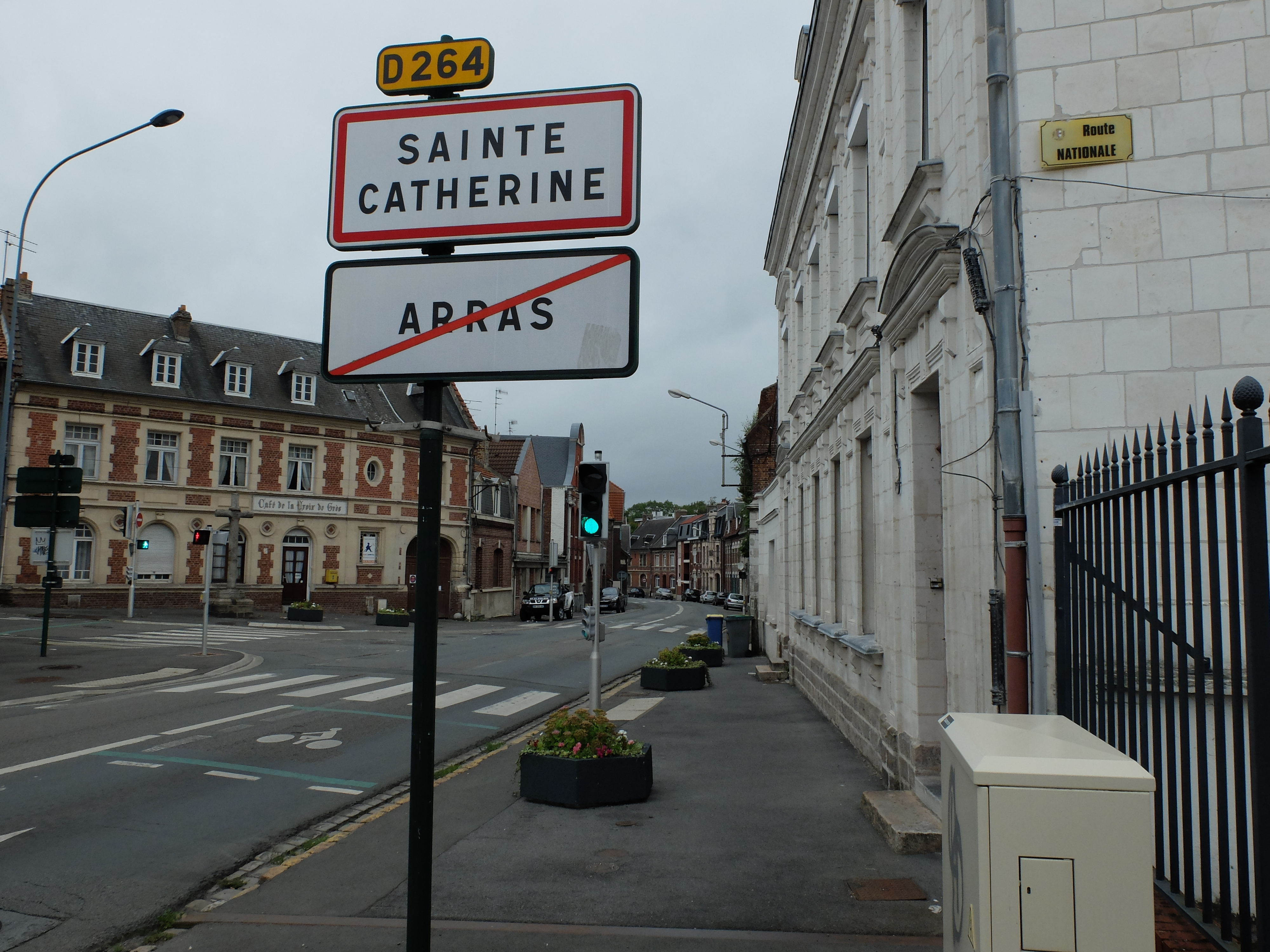
Panneaux EB10 et EB20 signalant la sortie d'une agglomération et l'entrée simultanée dans une autre.

## Hauteur au-dessus du sol
La hauteur réglementaire du panneau d'agglomération est fixée en principe à 1 m (si plusieurs panneaux sont placés sur le même support, cette hauteur est celle du panneau inférieur), hauteur assurant généralement la meilleure visibilité des panneaux frappés par les feux des véhicules.
Elle peut être modifiée compte tenu des circonstances locales :
- soit pour assurer une meilleure visibilité des panneaux,
- soit pour éviter qu'ils masquent la circulation.